# Barbora Krejčíková
Barbora Krejčíková (phát âm tiếng Séc: [ˈbarbora ˈkrɛjtʃiːkovaː]; sinh ngày 18 tháng 12 năm 1995) là một vận động viên quần vợt chuyên nghiệp người Cộng hòa Séc. Cô có thứ hạng đánh đơn cao nhất là vị trí số 2 thế giới, đạt được vào ngày 28 tháng 2 năm 2022, và vào ngày 22 tháng 10 năm 2018, cô trở thành tay vợt số 1 thế giới ở nội dung đôi.
Krejčíková giành một danh hiệu đơn và 10 danh hiệu đôi Grand Slam, bao gồm cả Super Slam sự nghiệp ở đôi nữ. Cô giành cả 7 danh hiệu đôi nữ Grand Slam cùng với tay vợt đồng hương Kateřina Siniaková. Cô cũng giành cả ba danh hiệu đôi nam nữ tại Giải quần vợt Úc Mở rộng, vào năm 2019 và năm 2021 với Rajeev Ram và vào năm 2020 với Nikola Mektić. Cô giành danh hiệu đơn Grand Slam tại Giải quần vợt Pháp Mở rộng 2021. Cô là một trong hai tay vợt nữ duy nhất còn thi đấu vô địch cả ba nội dung ở Grand Slam, cùng với Venus Williams.
Krejčíková đã giành 6 danh hiệu đơn và 16 danh hiệu đôi ở WTA Tour, trong đó có một danh hiệu đơn và ba danh hiệu đôi tại cấp độ WTA 1000. Ngoài ra, Krejčíková cũng vô địch WTA Finals 2021 và giành huy chương vàng tại Thế vận hội Tokyo 2020 ở nội dung đôi nữ, đều cùng với Siniaková, và là thành viên của đội tuyển Cộng hòa Séc vô địch Fed Cup 2018.

## Cuộc sống cá nhân
Krejčíková bắt đầu chơi quần vợt khi cô 6 tuổi. Sau đó, cô được huấn luyện bởi bởi Jana Novotná.

## Thống kê sự nghiệp

### Grand Slam
| VĐ | CK | BK | TK | V# | RR | Q# | A | NH |

#### Đơn
| Giải đấu           | 2014 | 2015 | 2016 | 2017 | 2018 | 2019 | 2020 | 2021 | 2022 | 2023 | SR         | T–B        | %Thắng     |
| ------------------ | ---- | ---- | ---- | ---- | ---- | ---- | ---- | ---- | ---- | ---- | ---------- | ---------- | ---------- |
| Úc Mở rộng         | A    | Q2   | Q3   | Q2   | Q3   | Q2   | V2   | V2   | TK   | V4   | 0 / 4      | 9–4        | 69%        |
| Pháp Mở rộng       | A    | Q2   | A    | A    | V1   | Q1   | V4   | VĐ   | V1   | V1   | 1 / 5      | 10–4       | 71%        |
| Wimbledon          | A    | Q1   | Q1   | Q2   | A    | A    | NH   | V4   | V3   |      | 0 / 2      | 5–2        | 71%        |
| Mỹ Mở rộng         | Q3   | Q1   | A    | Q1   | Q1   | Q2   | A    | TK   | V2   |      | 0 / 2      | 5–2        | 71%        |
| Thắng–Bại          | 0–0  | 0–0  | 0–0  | 0–0  | 0–1  | 0–0  | 4–2  | 15–3 | 7–4  | 3–2  | 1 / 13     | 29–12      | 71%        |
| Thống kê sự nghiệp |      |      |      |      |      |      |      |      |      |      |            |            |            |
| Danh hiệu          | 0    | 0    | 0    | 0    | 0    | 0    | 0    | 3    | 2    |      | Tổng số: 5 | Tổng số: 5 | Tổng số: 5 |
| Chung kết          | 0    | 0    | 0    | 1    | 0    | 0    | 0    | 4    | 3    |      | Tổng số: 8 | Tổng số: 8 | Tổng số: 8 |
| Xếp hạng cuối năm  | 188  | 187  | 250  | 126  | 203  | 135  | 65   | 5    | 21   |      | $9,246,950 | $9,246,950 | $9,246,950 |

#### Đôi
| Giải đấu           | 2014 | 2015 | 2016 | 2017 | 2018 | 2019 | 2020 | 2021 | 2022 | 2023 | SR          | T–B         | %Thắng      |
| ------------------ | ---- | ---- | ---- | ---- | ---- | ---- | ---- | ---- | ---- | ---- | ----------- | ----------- | ----------- |
| Úc Mở rộng         | A    | A    | V2   | V2   | V3   | TK   | BK   | CK   | VĐ   | VĐ   | 2 / 8       | 28–6        | 82%         |
| Pháp Mở rộng       | A    | V1   | BK   | V3   | VĐ   | V1   | BK   | VĐ   | A    | V1   | 2 / 8       | 22–6        | 79%         |
| Wimbledon          | A    | A    | V1   | V1   | VĐ   | BK   | NH   | TK   | VĐ   |      | 2 / 6       | 17–4        | 81%         |
| Mỹ Mở rộng         | A    | A    | TK   | V3   | BK   | A    | A    | V1   | VĐ   |      | 1 / 5       | 15–4        | 79%         |
| Thắng–Bại          | 0–0  | 0–1  | 8–4  | 5–4  | 18–2 | 7–3  | 8–2  | 12–3 | 18–0 | 6–1  | 7 / 27      | 82–20       | 80%         |
| Thống kê sự nghiệp |      |      |      |      |      |      |      |      |      |      |             |             |             |
| Danh hiệu          | 0    | 1    | 0    | 0    | 2    | 2    | 1    | 5    | 3    | 1    | Tổng số: 15 | Tổng số: 15 | Tổng số: 15 |
| Chung kết          | 1    | 1    | 1    | 1    | 5    | 3    | 2    | 6    | 4    | 1    | Tổng số: 25 | Tổng số: 25 | Tổng số: 25 |
| Xếp hạng cuối năm  | 121  | 87   | 32   | 54   | 1    | 13   | 7    | 2    | 3    |      |             |             |             |

#### Đôi nam nữ
| Giải đấu     | 2016 | 2017 | 2018 | 2019 | 2020 | 2021 | 2022 | SR    | T–B  | %Thắng |
| ------------ | ---- | ---- | ---- | ---- | ---- | ---- | ---- | ----- | ---- | ------ |
| Úc Mở rộng   | A    | V1   | A    | VĐ   | VĐ   | VĐ   | A    | 3 / 4 | 15–1 | 94%    |
| Pháp Mở rộng | A    | V1   | A    | A    | NH   | TK   | A    | 0 / 2 | 1–2  | 33%    |
| Wimbledon    | V2   | V3   | A    | A    | NH   | A    | A    | 0 / 2 | 2–2  | 50%    |
| Mỹ Mở rộng   | TK   | A    | A    | A    | NH   | A    | A    | 0 / 1 | 2–1  | 67%    |
| Thắng–Bại    | 3–2  | 1–3  | 0–0  | 5–0  | 5–0  | 6–1  | 0–0  | 3 / 9 | 20–6 | 77%    |

### Chung kết Grand Slam

#### Đơn: 1 (1 danh hiệu)
| Kết quả | Năm  | Giải đấu     | Mặt sân | Đối thủ                  | Tỷ số         |
| ------- | ---- | ------------ | ------- | ------------------------ | ------------- |
| Thắng   | 2021 | Pháp Mở rộng | Đất nện | Anastasia Pavlyuchenkova | 6–1, 2–6, 6–4 |

#### Đôi: 8 (7 danh hiệu, 1 á quân)
| Kết quả | Năm  | Giải đấu         | Mặt sân | Đồng đội           | Đối thủ                           | Tỷ số              |
| ------- | ---- | ---------------- | ------- | ------------------ | --------------------------------- | ------------------ |
| Thắng   | 2018 | Pháp Mở rộng     | Đất nện | Kateřina Siniaková | Eri Hozumi Makoto Ninomiya        | 6–3, 6–3           |
| Thắng   | 2018 | Wimbledon        | Cỏ      | Kateřina Siniaková | Nicole Melichar Květa Peschke     | 6–4, 4–6, 6–0      |
| Thua    | 2021 | Úc Mở rộng       | Cứng    | Kateřina Siniaková | Elise Mertens Aryna Sabalenka     | 2–6, 3–6           |
| Thắng   | 2021 | Pháp Mở rộng (2) | Đất nện | Kateřina Siniaková | Bethanie Mattek-Sands Iga Świątek | 6–4, 6–2           |
| Thắng   | 2022 | Úc Mở rộng       | Cứng    | Kateřina Siniaková | Anna Danilina Beatriz Haddad Maia | 6–7(3–7), 6–4, 6–4 |
| Thắng   | 2022 | Wimbledon (2)    | Cỏ      | Kateřina Siniaková | Elise Mertens Zhang Shuai         | 6–2, 6–4           |
| Thắng   | 2022 | Mỹ Mở rộng       | Cứng    | Kateřina Siniaková | Caty McNally Taylor Townsend      | 3–6, 7–5, 6–1      |
| Thắng   | 2023 | Úc Mở rộng (2)   | Cứng    | Kateřina Siniaková | Shuko Aoyama Ena Shibahara        | 6–4, 6–3           |

#### Đôi nam nữ: 3 (3 danh hiệu)
| Kết quả | Năm  | Giải đấu       | Mặt sân | Đồng đội      | Đối thủ                            | Tỷ số            |
| ------- | ---- | -------------- | ------- | ------------- | ---------------------------------- | ---------------- |
| Thắng   | 2019 | Úc Mở rộng     | Cứng    | Rajeev Ram    | Astra Sharma John-Patrick Smith    | 7–6(7–3), 6–1    |
| Thắng   | 2020 | Úc Mở rộng (2) | Cứng    | Nikola Mektić | Bethanie Mattek-Sands Jamie Murray | 5–7, 6–4, [10–1] |
| Thắng   | 2021 | Úc Mở rộng (3) | Cứng    | Rajeev Ram    | Samantha Stosur Matthew Ebden      | 6–1, 6–4         |

### Chung kết Olympic

#### Đôi: 1 (huy chương vàng)
| Kết quả | Năm  | Giải đấu   | Mặt sân | Đồng đội           | Đối thủ                          | Tỷ số    |
| ------- | ---- | ---------- | ------- | ------------------ | -------------------------------- | -------- |
| Vàng    | 2021 | Tokyo 2020 | Cứng    | Kateřina Siniaková | Belinda Bencic Viktorija Golubic | 7–5, 6–1 |

### Chung kết Finals

#### Đôi: 3 (1 danh hiệu, 2 á quân)
| Kết quả | Năm  | Giải đấu                | Mặt sân          | Đồng đội           | Đối thủ                              | Tỷ số            |
| ------- | ---- | ----------------------- | ---------------- | ------------------ | ------------------------------------ | ---------------- |
| Thua    | 2018 | WTA Finals, Singapore   | Cứng (trong nhà) | Kateřina Siniaková | Tímea Babos Kristina Mladenovic      | 4–6, 5–7         |
| Thắng   | 2021 | WTA Finals, Guadalajara | Cứng             | Kateřina Siniaková | Hsieh Su-wei Elise Mertens           | 6–3, 6–4         |
| Thua    | 2022 | WTA Finals, Fort Worth  | Cứng (trong nhà) | Kateřina Siniaková | Veronika Kudermetova · Elise Mertens | 2–6, 6–4, [9–11] |